# Portret van een man (Hans Memling)
Portret van een man is een schilderij van de Vlaamse kunstschilder Hans Memling, geschilderd tussen circa 1470 en 1475 op een paneel van eikenhout. Het portret werd in 1968 aangekocht door de Frick Collection te New York, waar het nog steeds is te zien.

## Afbeelding
Het schilderij toont een buste van een man in driekwart naar links, in een landschap met in de achtergrond een kasteel wat het familieslot zou kunnen zijn; de identiteit van de man is tot nu toe niet achterhaald. De afgebeelde man staat voor een stenen omlijsting, een trompe-l'oeil van een venster. Het vertoont gelijkenissen met Memlings Portinariportretten en met Portret van een man met een rode muts.

## Herkomst
Dit portret werd laat ontdekt als een Memling en werd voor het eerst door Max Jakob Friedländer als zodanig gepubliceerd in 1937. Het bevond zich toen in de collectie van kunstverzamelaar Joseph baron van der Elst (1896-1971) te Wenen, later in diens kasteel te Oostkerke. In 1968 kwam het via de kunsthandel Duveen in de Frick Collection.
Portret van een man met een rode muts (1465-70) · Het laatste oordeel (1467-71) · Portret van Barbara van Vlaendenbergh (1470-1472) · Portret van een man (1470-75) · Triptiek van Jan Floreins (1479) · Triptiek van Adriaan Reins (1480) · Christus met zingende en musicerende engelen (ca. 1480-94) · Moreeltriptiek (1484) · Man met een Romeinse munt (na 1480)